# Malcolm Island (Western Australia)
Malcolm Island ist eine unbewohnte Insel im australischen Bundesstaat Western Australia. Sie ist 2,6 Kilometer vom australischen Festland entfernt.
Sie ist 960 Meter lang und 730 Meter breit. In der Nähe liegen die Inseln Bignell Islands, Myres Island und Steep Head Island.
Die Insel wird von einem Sandstrand umrundet.